# 国際軍事裁判所憲章
国際軍事裁判所憲章（こくさいぐんじさいばんしょけんしょう、英語: Charter of the International Military Tribunal）は、第二次世界大戦末期の1945年8月8日にイギリス、フランス、アメリカ合衆国、ソビエト連邦の連合国４ヵ国がロンドンで調印した、国際軍事裁判所の構成や役割を規定した憲章である。従来の戦争犯罪概念が拡張され検討されたことに特徴がある。ニュルンベルク裁判はこれに基づいて実施された。ロンドン憲章またはニュルンベルク憲章とも略称される。日本では国際軍事裁判所条例ともよばれる。英語ではCharter of the International Military Tribunal。Constitution of the International Military Tribunalとも表記される。
この憲章で平和に対する罪、戦争犯罪、人道に対する罪の三つの戦争犯罪概念が規定され、国際軍事裁判所の管轄する犯罪とされた。
極東国際軍事裁判はこの流れを継いで1946年1月19日に発効された極東国際軍事裁判所条例に基づいて実施された。ロンドン憲章も極東国際軍事裁判所条例も戦争犯罪規定はほぼ同一のものである。

## 前史
20世紀前半期までには国際法（戦時国際法）としては1899年のハーグ陸戦条約や1929年の俘虜の待遇に関する条約(ジュネーブ条約)があった。

### ライプツィヒ裁判
第一次世界大戦終結後、戦勝国が敗戦国の指導者を裁くことが国際的に協議され、戦勝国であるイギリス・フランス・イタリアの連合国側は、第一次大戦後のパリ予備交渉で組成された15人委員会の報告においてドイツ皇帝ウィルヘルム2世を、国際道義に反したという理由から国際法廷による裁判にかけることを求めた。しかしアメリカ及び日本は第一次大戦のさいのオスマン帝国のアルメニア人虐殺に対して連合国側の15人委員会が「人道に反する罪」として取り上げたさいに「これを認めれば、国家元首が敵国の裁判にかけられることになる」として反対しており、またアメリカは国際法廷の設置そのものに前例がないとして反対している。15人委員会はアメリカなどの反対を考慮して、よりマイルドな戦犯裁判を提案しドイツ人901名の戦犯リストを作成したが、ドイツは国際法廷ではなくドイツのライプツィヒ最高裁で国内法により戦犯を裁くことを提案し、連合国もこの提案で合意した経緯がある。結局ウィルヘルム2世については中立国であるオランダが亡命していたウィルヘルム2世の引き渡しを拒んだため皇帝への裁判は行われなかった。裁判は、十分な審理も行われず、少数の有罪確定者もすぐに釈放され、「茶番劇と化した」。

## 経緯
1943年9月8日に枢軸国のイタリアが降伏。
1943年11月の米英ソ外相会談を経たモスクワ宣言の中で、「残虐行為を行った者は、戦後、その行為を行った地域に送還され、その国の法律によって裁判に付され処罰すること」「残虐行為が特定の地理的範囲を持たず、かつ、連合国諸政府の共同決定によって処罰されるべき重大犯罪人であった場合は、第1に掲げた原則に影響されない」という二つの原則が合意された。
1945年2月、米英ソによるヤルタ会談において国際軍事裁判所設置が具体的に言及され、この時点で3国の外相により検討する事のみが協定として成立。同年6月26日から戦犯を裁く国際軍事裁判開設のための協議が開催された。アメリカ合衆国から最高裁判所判事で司法長官でもあるロバート・ジャクソン、イギリスから法務長官サー・デイビット・ファイフ、フランスから大審院判事ロベール・ファルコ、ソビエト連邦から最高裁判所副長官イオナ・ニキチェンコ少将の各国代表によって開始された。8月8日まで本会議だけで16回開催されたが、協議に参加した四カ国の法体系の違いもあり会議の進行は困難を極めた。中でも戦争犯罪の定義については意見が対立し、特にアメリカ合衆国とソビエト連邦の2国間の意見の相違が顕著だった。ソ連は、憲章はナチスの違法行為に限定したもので、ナチス戦犯を裁くためにのみ国際軍事裁判所を設置するという意図を示していた。ニキチェンコは「我々の今の仕事は、いかなる時、いかなる事情にもあてはまる法典を起草しようとするものではない」と述べている。一方アメリカ側のジャクソンは、戦争そのものを犯罪とする考えを示していた。ジャクソンは、「侵略戦争の開始は犯罪であり、いかなる政治的または経済的事情もこれを正当化できない」としたルーズベルト大統領の言葉を引用し、「世界の平和に対して行ういかなる攻撃も、国際的犯罪とみなすということを、ドイツ人たちおよびその他の何人にも知らせたい」と述べている。協議の結果、戦争は道義的に非難されても法律的には許されるとされていた当時の通念に終止符をうつものとして国際軍事裁判所の憲章は定められるべきであり、それ故に戦争犯罪の定義を、ある特定の国の犯した行為によってのみ定めるべきでは無いとするジャクソン判事の意見が大幅に採用された。
1945年5月9日に枢軸国のドイツが降伏。
1945年8月8日ロンドンでアメリカ合衆国、イギリス、フランス、ソビエト連邦の連合国4カ国代表により、戦犯協定が調印され国際軍事裁判所憲章が定められた。
1945年9月2日に枢軸国の日本が降伏。
1945年11月20日に国際軍事裁判所憲章に基づいてニュルンベルク裁判が開始された。
1946年1月19日に国際軍事裁判所憲章をモデルにした極東国際軍事裁判所条例が発効された。
1946年5月3日に極東国際軍事裁判所条例に基づいて極東国際軍事裁判が開始された。
1946年10月1日にニュルンベルク裁判が終了した。
1948年11月12日に極東国際軍事裁判が終了した。

## ロンドン国際軍事裁判所憲章
国際軍事裁判所憲章は全30条で構成される。
第一条で憲章の目的は「ヨーロッパ枢軸諸国の主要戦争犯罪者の公正かつ迅速な審理及び処罰」と規定された。

### 第六条における「戦争犯罪」規定
第六条で戦争犯罪が定義され、新しい犯罪概念として平和に対する罪、人道に対する罪が定義された。ニュルンベルク裁判ならびに極東国際軍事裁判（東京裁判）はこの憲章に基づいて裁かれたが、東京裁判におけるパル判事やまたウェッブ裁判長も指摘したように事後法で裁くことの法理的な矛盾が問題として議論されてきた。
第六条
規約第一条で言及するヨーロッパ枢軸諾国の主要戦争犯罪者の裁判及び処罰のための協定により設立された裁判所は、ヨーロッパ枢軸諸国のために、一個人として、又は組織の一員として、次の各犯罪のいずれかを犯した者を裁判し、かつ、処罰する権限を有する。
次に揚げる各行為またはそのいずれかは、裁判所の管轄に属する犯罪とし、これについては個人的責任が成立する。
a項-平和に対する罪
すなわち、侵略戦争あるいは国際条約、協定、誓約に違反する戦争の計画、準備、開始、あるいは遂行、またこれらの各行為のいずれかの達成を目的とする共通の計画あるいは共同謀議への関与。
b項-戦争犯罪
すなわち、戦争の法規または慣例の違反。この違反は、占領地所属あるいは占領地内の一般人民の殺害、虐待、奴隷労働その他の目的のための移送、俘虜または海上における人民の殺害あるいは虐待、人質の殺害、公私の財産の略奪、都市町村の恣意的な破壊または軍事的必要により正当化されない荒廃化を含む。ただし、これらは限定されない。
c項-人道に対する罪
すなわち、犯行地の国内法の違反であると否とを問わず、裁判所の管轄に属する犯罪の遂行として、あるいはこれに関連して行われた、戦争前あるいは戦争中にすべての一般人民に対して行われた殺害、せん滅、奴隷化、移送及びその他の非人道的行為、もしくは政治的、人種的または宗教的理由にもとづく迫害行為。

## 極東国際軍事裁判所条例
日本を裁くための極東国際軍事裁判所条例は1946年1月19日に発効された。
全17条。

### 第五条における「戦争犯罪」規定
ロンドン憲章六条で規定された戦争犯罪規定は、極東国際軍事裁判所条例では第五条「人並ニ犯罪ニ関スル管轄」において規定されている。
本裁判所ハ、平和ニ対スル罪ヲ包含セル犯罪ニ付個人トシテ又ハ団体員トシテ訴追セラレタル極東戦争犯罪人ヲ審理シ処罰スルノ権限ヲ有ス。
（イ）平和ニ対スル罪
即チ、宣戦ヲ布告セル又ハ布告セザル侵略戦争、若ハ国際法、条約、協定又ハ誓約ニ違反セル戦争ノ計画、準備、開始、又ハ遂行、若ハ右諸行為ノ何レカヲ達成スル為メノ共通ノ計画又ハ共同謀議ヘノ参加。
（ロ）通例ノ戦争犯罪
即チ、戦争ノ法規又ハ慣例ノ違反。
（ハ）人道ニ対スル罪
即チ、戦前又ハ戦時中為サレタル殺人、殲滅、奴隷的虐使、追放、其ノ他ノ非人道的行為、若ハ犯行地ノ国内法違反タルト否トヲ問ハズ、本裁判所ノ管轄ニ属スル犯罪ノ遂行トシテ又ハ之ニ関連シテ為サレタル政治的又ハ人種的理由ニ基ク迫害行為。

上記犯罪ノ何レカヲ犯サントスル共通ノ計画又ハ共同謀議ノ立案又ハ実行ニ参加セル指導者、組織者、教唆者及ビ共犯者ハ、斯カル計画ノ遂行上為サレタル一切ノ行為ニ付、其ノ何人ニ依リテ為サレタルトヲ問ハズ、責任ヲ有ス。

### A級・B級・C級戦犯
なお、日本でいう戦犯のA級・B級・C級という区分は、元来はこの憲章規定にあたるという意味であって、「C級よりA級の方が重大」という意味ではない。
- A級戦犯とは、ロンドン国際軍事裁判所憲章第6条a項および極東国際軍事裁判所条例の第五条イ項「平和に対する罪」に違反した戦争犯罪人。
- B級戦犯とは、同b項・ロ項「通例の戦争犯罪」に違反した戦争犯罪人。
- C級戦犯とは、c項・ハ項「人道に対する罪」に違反した戦争犯罪人。

すなわち、A級、B級、C級はこのa項、b項、c項にあたる。

## 「平和に対する罪」と「人道に対する罪」
ニュルンベルク裁判ではユダヤ人の大量虐殺が衝撃的であったため、C級犯罪である「人道に対する罪」がA級の「平和に対する罪」を凌駕するような印象になったが、連合国検察はA級の「平和に対する罪」を最も訴追した。
「人道に関する罪」は日本の戦争犯罪を裁く極東国際軍事裁判における戦争犯罪類型C項でも規定されたが、日本の戦争犯罪とされるものに対しては適用されなかった。その理由は、連合国側が、日本の場合は、ナチのような民族や特定の集団に対する絶滅意図がなかったと判断したためである。なお、南京事件いわゆる南京大虐殺について連合国は交戦法違反として問責したのであって、「人道に関する罪」が適用されはしなかった。